# Inma Brunton
Inma Brunton (Madrid, 23 de junio de 1974) es una presentadora de televisión española.

## Trayectoria profesional
Aunque su presencia en televisión fue relativamente breve en el tiempo (no alcanzó los cinco años), durante ese tiempo, sin embargo, fue un rostro habitual en la pequeña pantalla, alcanzando una gran popularidad, especialmente entre el público infantil y juvenil, principal destinatario de los programas que presentó siempre en la cadena Telecinco.
Su debut se produjo en 1990, cuando fue seleccionada, junto a otros tres jóvenes (Penélope Cruz, Jesús Vázquez y Luis Alberto Sánchez) para presentar el programa musical La quinta marcha, que llegó a convertirse en el espacio de moda del momento. La popularidad del programa catapultó a la fama a sus cuatro presentadores e Inma Brunton pasó a ser una de las presentadoras emblemáticas de la cadena, conduciendo varias Galas y Programas Especiales.
Tras la finalización del programa, a Inma Brunton se le encargó, en el verano de 1992, presentar el concurso Bellezas al agua, junto a Natalia Estrada, Andoni Ferreño y Kike Supermix. Y en noviembre de ese año acompañó a Manolo Escobar en el espacio deportivo Goles son amores, que se prolongó hasta 1993.
Su último proyecto para televisión se emitió entre  1993 y 1994. Se trataba de La tele es tuya, colega, un programa infantil que sustituía al Desayuna con alegría, de Leticia Sabater, y que presentó durante unos meses con Sofía Mazagatos y, de nuevo, con Luis Alberto Sánchez.
Tras la finalización de ese programa, se retiró de la televisión y se ha dedicado a actividades ajenas a la proyección pública. Actualmente está casada y es madre.
- Datos: Q5916284